# Aminoazidurie
Aminoazidurie ist die Ausscheidung von Aminosäuren über den Urin. Geringe Aminosäuremengen können auch bei Gesunden auftreten.
Eine Pathologie liegt bei vermehrter Ausscheidung von Aminosäuren im Urin vor und wird mit Hyperaminoazidurie bezeichnet, allerdings werden beide Begriffe häufig synonym verwendet. Als vermehrt gilt, wenn mehr als 5 % der glomerulär filtrierten Aminosäuren nicht rückresorbiert, sondern ausgeschieden werden.

## Einteilung

### Prärenale Formen
- bei Hyperaminoazidämie (vermehrter Eiweißmenge im Blut)
  - ohne Hemmung spezifischer Transportsysteme, z. B. bei der Phenylketonurie
  - mit Hemmung gruppenspezifischer Transportsysteme, z. B. durch Iminosäuren oder dibasische Aminosäuren
- bei verminderter tubulärer Rückresorption z. B. bei Beta-Amino-Iso-Buttersäure, Homozystinurie

### Renale Formen
- Störung der individuellen spezifischen Transportsysteme, z. B. bei Hyperzystinurie, Hyperglyzinurie
- Störung der gruppenspezifischen Transportsysteme, z. B. bei Zystinurie, dibasische Hyperaminoazidurie, Hartnup-Krankheit, Iminoglyzinurie

### Generalisierte Formen
- primär bei vererbten Störungen
- sekundär bei erworbenen Störungen[1]

## Vorkommen im Rahmen von Syndromen
Die medizinische Datenbank Orphanet listet zum Stichwort „Aminoazidurie“ folgende Erkrankungen auf:
- Dicarboxyl-Hyperaminoazidurie[3]
- GRACILE-Syndrom (Synonym(e): Wachstumsverzögerung-Aminoazidurie-Cholestase-Eisenüberladung-Laktatazidose-frühzeitiger Tod-Syndrom)
- Kamptodaktylie-Taurinurie-Syndrom[4]
- Lysinurische Proteinintoleranz (LPI) (Synonym(e): Aminoazidurie, hyperdibasische, Typ 2)[5]